# Said Pascha
Muhammed Said Pascha (arabiska: محمد سعيد باشا), född 17 mars 1822 i Kairo, död 17 januari 1863 i Kairo, var vicekung av Egypten 1854-1863.
Said Pascha var son till vicekungen Muhammed Ali och efterträdde 13 juli 1854 sin brorson, vicekungen Abbas I av Egypten. Han var uppfostrad under fransk ledning och strävade i nära kontakt med Frankrike, som han 1862 besökte, att genomföra reformer. Suezkanalen påbörjades under hans regering och med hans kraftiga understöd och hamnstaden Port Said är uppkallad efter honom. Han efterträddes av sin brorson Ismail Pascha.